# مارتن باين (مسير رياضي)
مارتن باين (بالإنجليزية: Martin Bain)‏ هو مسير رياضي بريطاني، ولد في عقد 1960.